# Gent-Wevelgem 2010
Gent-Wevelgem 2010 blev afviklet 28. marts 2010 og var dermed den 71. udgave af Gent-Wevelgem. 
Udover de 18 ProTour-hold var Acqua & Sapone, BMC Racing Team, Cervélo TestTeam, Landbouwkrediet, Skil-Shimano, Topsport Vlaanderen-Mercator og Vacansoleil inviteret.

## Resultater
|    | Rytter           | Hold                         | Tid     |
| -- | ---------------- | ---------------------------- | ------- |
| 1  | Bernhard Eisel   | Team HTC-Columbia            | 5:16.21 |
| 2  | Sep Vanmarcke    | Topsport Vlaanderen-Mercator | + 0.00  |
| 3  | Philippe Gilbert | Omega Pharma-Lotto           | + 0.00  |
| 4  | George Hincapie  | BMC Racing Team              | + 0.00  |
| 5  | Daniel Oss       | Liquigas-Doimo               | + 0.02  |
| 6  | Jürgen Roelandts | Omega Pharma-Lotto           | + 0.07  |
| 7  | Maksim Iglinskij | Astana                       | + 0.51  |
| 8  | Matti Breschel   | Team Saxo Bank               | + 1.01  |
| 9  | Tyler Farrar     | Garmin-Transitions           | + 1.01  |
| 10 | Luca Paolini     | Acqua & Sapone               | + 1.01  |

## Ekstern henvisning
- Wikimedia Commons har flere filer relateret til Gent-Wevelgem 2010
- Gent-Wevelgem 2010 på Cykelsiderne
- Gent-Wevelgem 2010 på ProCyclingStats (engelsk)